# サンデー・ドライバー (バンド)
サンデー・ドライバー (Sunday Driver) は、ケンブリッジとロンドンに拠点を置くイングランド民謡とインド古典音楽の要素を融合させたバンド。2009年に、イギリスのスチームパンク・シーンにおいて人気を博した。

## 歴史
「サンデー・ドライバー」というバンド名は、小さな蝿の一種に発見された遺伝子の名称に由来している。
サンデー・ドライバーは、2000年夏に結成されたが、リード・シンガーのチャンドリカ・"チャンディ"・ナス (Chandrika "Chandy" Nath) は、それ以前にイギリス南極研究所 (British Antarctic Survey) の依頼を受けてデータを収集するため、南極圏での現地調査に赴き、南極近くで流氷の様子を監視しながら、自作曲を数曲書きためていた。
2004年には、イングランド芸術評議会 (Arts Council England) が提供した奨学金を得て、高名なシタール奏者であるバルジ・シュリヴァスタヴ (Baluji Shrivastav) の指導を受けた。
2009年、サンデー・ドライバーはリンカンシャー州リンカンのザ・ローン（The Lawn：かつて精神病院だった建物）で開催されたスチームパンクの祭典である第1回「Weekend at the Asylum」のオープニングを務め、またケンブリッジ・フォーク・フェスティバル (Cambridge Folk Festival) でもオープニングを務めた。バンドは2010年のスチームパンク・フェスティバルでも演奏し、2011年のこのイベントではメインの舞踏会 (Ball) のヘッドライナーを務めた。

## ディスコグラフィ

### アルバム
- Sacred Cow / The Man from Bombay (2001) - デモ・コンピレーション
- More than Flies (2002) (EP)
- Underground (2003) (EP)
- In the City of Dreadful Night (2008) - デビュー・フル・アルバム
- The Mutiny (2012) [5]